# Cirripectes quagga
Cirripectes quagga és una espècie de peix de la família dels blènnids i de l'ordre dels perciformes.

## Morfologia
- Els mascles poden assolir 10 cm de longitud total.[2][3]

## Reproducció
És ovípar.

## Hàbitat
És un peix marí de clima tropical i associat als esculls de corall que viu entre 0-19 m de fondària.

## Distribució geogràfica
Es troba des de Sud-àfrica fins a Tanzània, Pitcairn, les Hawaii, la Xina i la Gran Barrera de Corall.